# Oxalis tuberosa

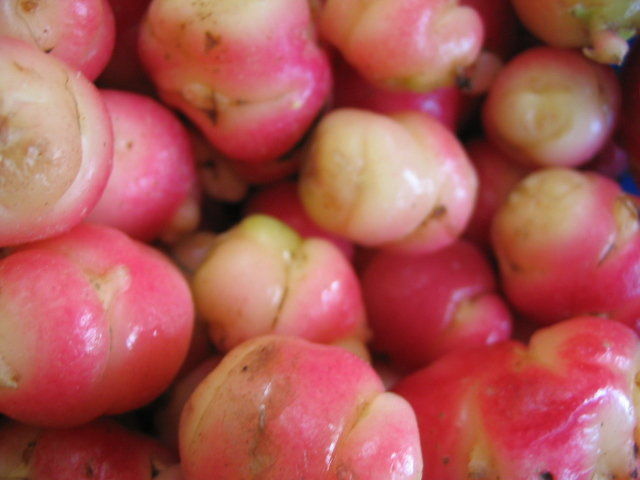
Tubérculos crus de Oxalis tuberosa.

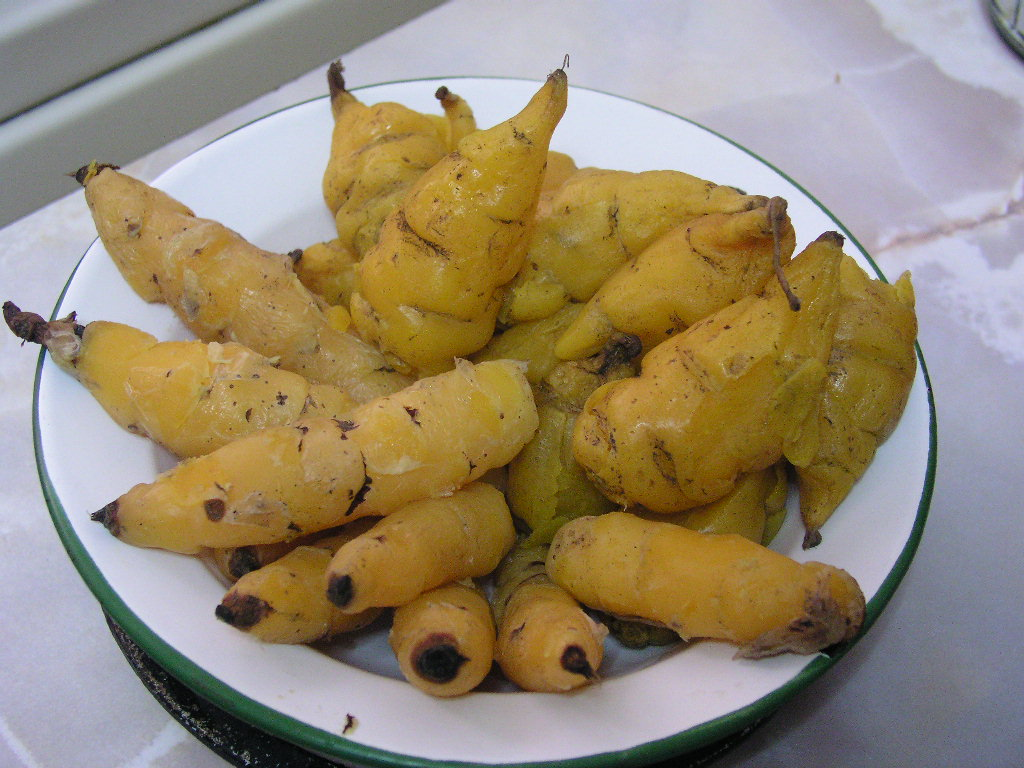
Tubérculos de oca e mashua cozidos e descascados (Peru).

Oxalis tuberosa é uma espécie de planta herbácea, da família Oxalidaceae, cultivada pelos seus tubérculos doces e ricos em amido utilizados para alimentação humana. Conhecida pelo nome comum de oca (do quechua: uqa, em espanhol: papa oca ou ibia), os numerosos cultivares da espécie são cultivados tradicionalmente na puna dos Andes centrais e meridionais e entre os 3000 e os 3900 m de altitude nos Andes setentrionais, mas foram introduzidos em outras regiões temperadas, nomeadamente na Nova Zelândia.

## Descrição
Os cultivares desta espécie são também conhecidos por apiha, apiña, apilla, kawi (em aymara), lamaki (em kallawaya), timbo, quiba, papa roja, papa extranjera ou huisisai.
A oca é uma cultivo tradicional da região andina como substituto e complemento da batata. Ainda que demore mais a alcançar a maturidade, e por consequência um rendimento menor, a oca é mais resistente que a batateira às pragas, garantindo por isso uma produção estável. A oca é o tubérculo mais cultivado depois da batata na região andina central, com mais de 50 000 ha plantados no Peru, Argentina e Bolívia, país onde se cultivam uns 32 000 hectares.

### Morfologia
Oxalis tuberosa é uma planta herbácea de caules suculentos e porte baixo, de 20 a 30 cm de altura. As folhas são trifoliadas, com folíolos cordade, e filotaxia alterna, de coloração verde azulado, com pecíolos de 2–9 cm de altura.
A planta floresce no Verão, com inflorescências que se separam em duas cimeiras com quatro ou cinco flores. As flores são pequenas, com o cálice formado por cinco sépalas, e a corola por cinco pétalas de coloração amarelo dourado. A flor cai em geral pouco depois da ântese, pelo que raramente produz fruto. Quando frutifica, produz uma cápsula que contém duas ou três sementes. A polinização é cruzada.
No outono, respondendo à diminuição das horas de luz, a planta começa a produzir os tubérculos, que crescem lentamente até a primavera, que é o tempo ideal para a colheita. Os tubérculos são relativamente pequenas, com apenas 5–10 cm de comprimento, e são o resultado do espessamento dos estolhos produzidos nas gemas axilares dos nós do caule. As variedades andinas originais variam em coloração, desde o preto azulado ao branco. A variedade introduzida na Nova Zelândia em 1860, popular desde então desde então, é de coloração rosa-carne uniforme. Todas as variedades apresentam gemas claramente marcados.
Nas áreas tropicais, onde o encurtamento dos dias não é apreciável, o crescimento da folhagem da planta é intensificado e os tubérculos produzidos são menores. Por outro lado, em climas propensos a geadas precoces, a planta pode morrer antes de desenvolver uma raiz suficientemente vigorosa. No entanto, resiste bem aos invernos frios quando os tubérculos se desenvolvem suficientemente antes das primeiras geadas.

## Cultivo
O centro de Vavilov, ou centro de origem, desta cultura situa-se na região andina. A cultura faz-se entre os 2800 e os 4000 msnm. Apesar disso, na Nova Zelândia e no sul do Chile a espécie tem sido plantado com êxito ao nível do mar. A oca é pouco exigente do ponto de vista hídrico pelo que cresce numa ampla gama de pluviosidades, sendo cultivada em regiões com pluviosidade que varia entre 550 e 2100 mm anuais.
A cultura também foi introduzida com sucesso nas região das floresta de nuvens de Zongolica, no estado mexicano de Veracruz.

## Taxonomia
A espécie Oxalis tuberosa foi descrita pelo sacerdote, naturalista, geógrafo e cronista hispano-chileno Juan Ignacio Molina e publicada na obra Saggio sulla Storia Naturale del Chili, pp. 132 e 352, em 1782.
A etimologia do nome genérico Oxalis deriva da palavra grega oxys para "agudo, amargo", uma referência ao sabor agradavelmente amargo das folhas e do caule. O epíteto específico tuberosa tem origem no latim e significa "tuberosa", ou seja com tubérculos.
Dada a sua polimorfia, acentuada pela existência de muitas dezenas de cultivares, a espécie tem uma vasta sinonímia taxonómica que inclui os seguintes binomes:
- Acetosella crenata (Jacq.) Kuntze
- Acetosella tuberosa (Molina) Kuntze
- Oxalis aracatcha hort. ex Zucc.
- Oxalis arracacha G. Don
- Oxalis chicligastensis R. Knuth
- Oxalis crassicaulis Zucc.
- Oxalis crenata Jacq.
- Oxalis melilotoides var. argentina Griseb.
- Xanthoxalis crassicaulis (Zucc.) Small
- Xanthoxalis tuberosa (Molina) Holub

## Galeria

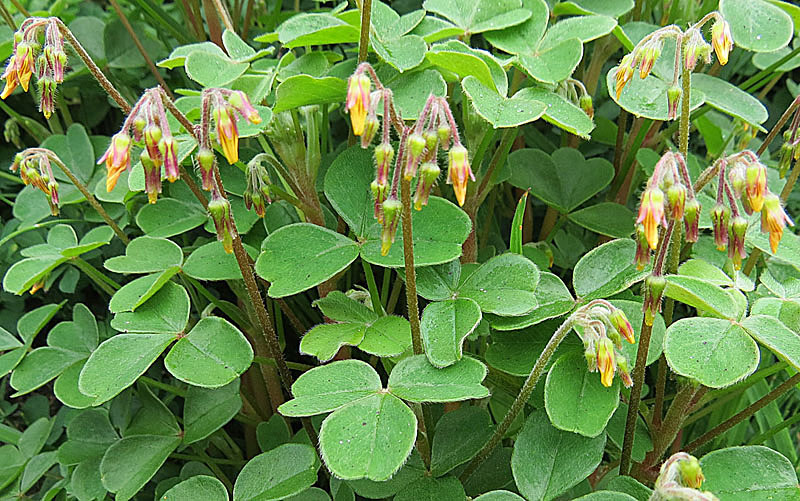
Oxalis tuberosa em flor.
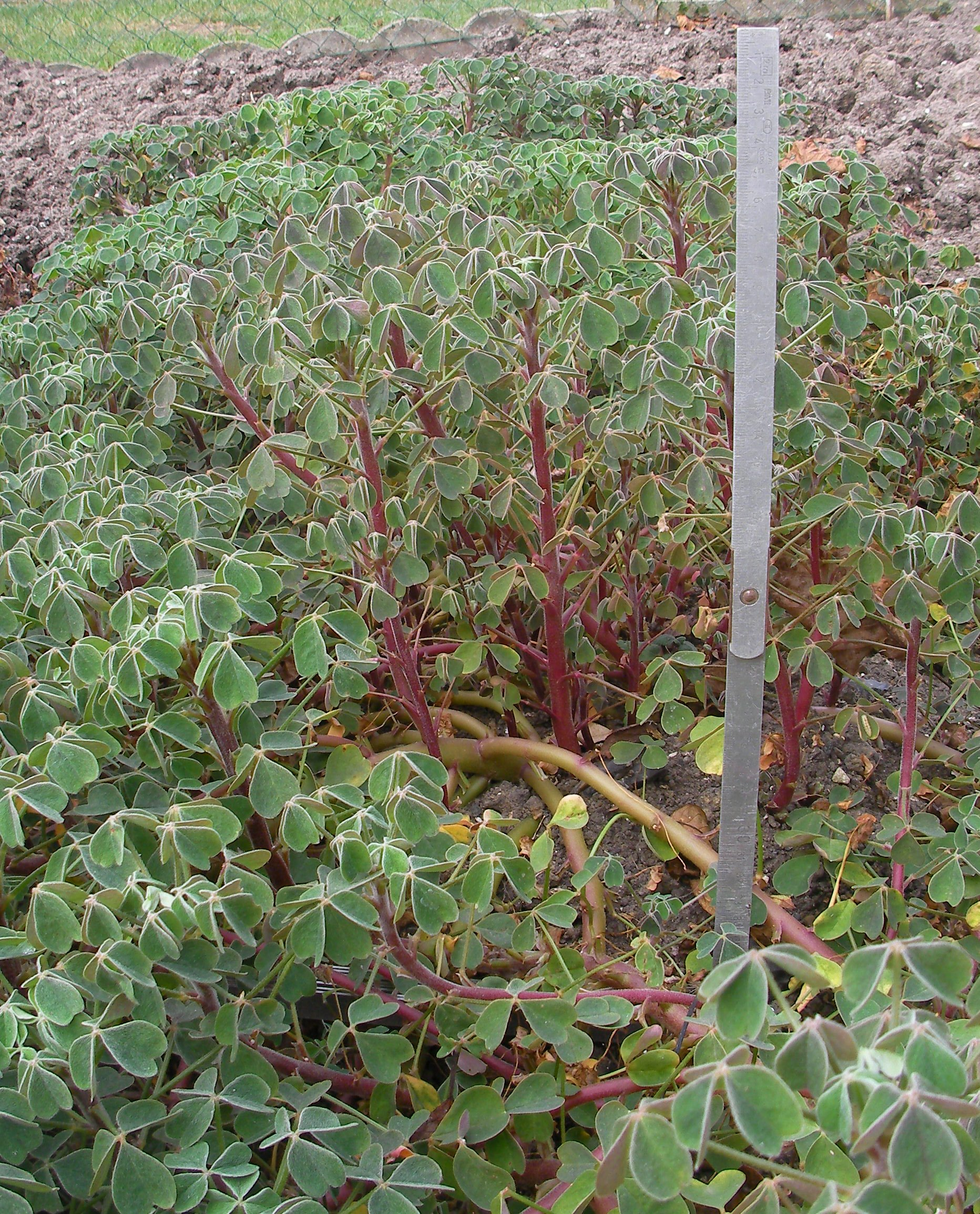
Cultura de Oxalis tuberosa.
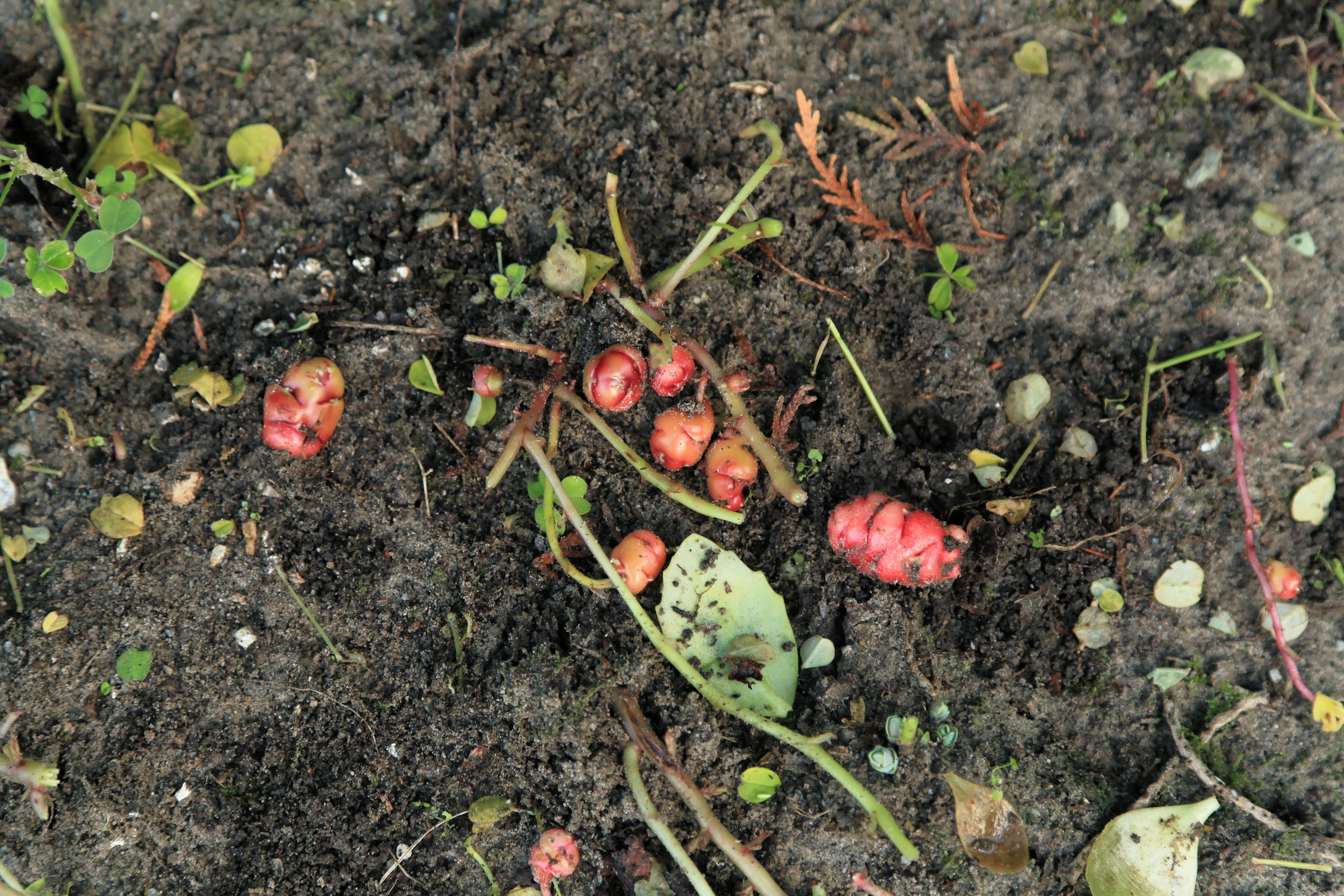
Tubérculos de Oxalis tuberosa no solo.
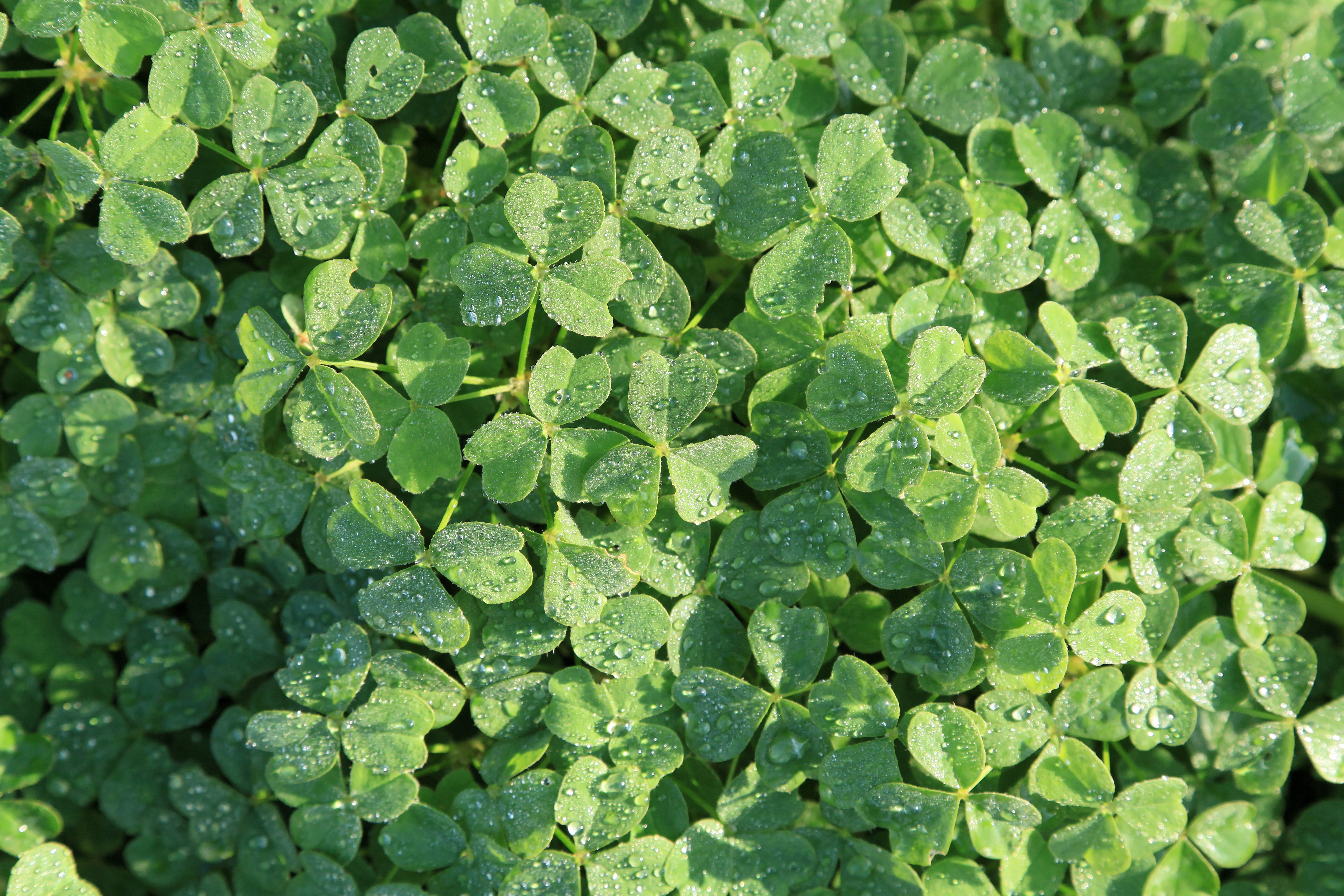
Folhagem de Oxalis tuberosa.
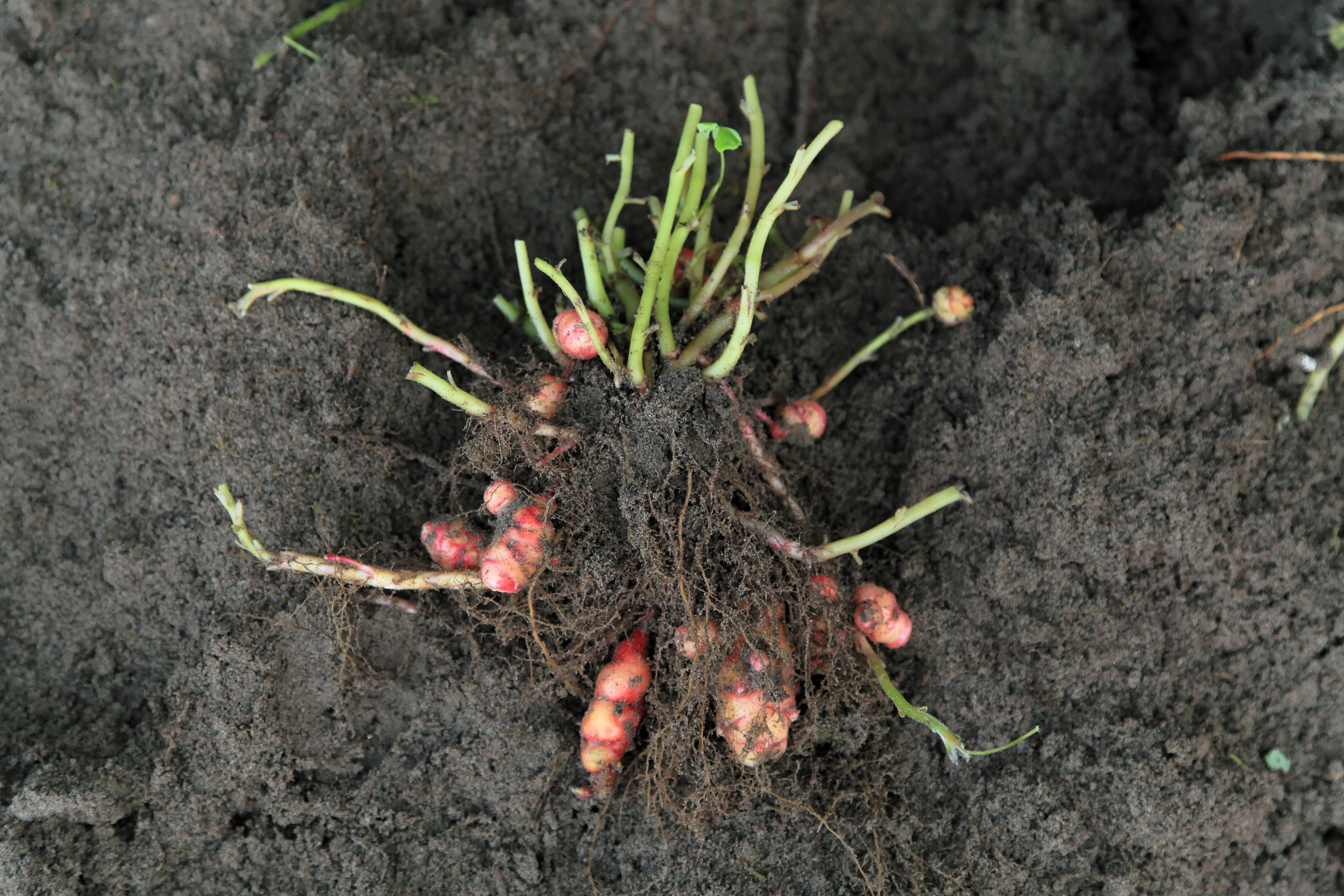
Raízes e tubérculos de Oxalis tuberosa.